# キング・オブ・アイドル
『キング・オブ・アイドル』（K.O.I TAMIKI WAKAKI PREZENTS KING OF IDOL）は、若木民喜の日本の漫画。『週刊少年サンデー』（小学館）にて、2017年24号から2018年44号まで連載された。

## 概要
伝説のアイドル・星崎恋を母親に持つ遥名まほろは、ある願いを叶えるため名門アイドル養成学校『NEMS』に入学する。しかしNEMSは男子禁制で、しかもまほろは男であった。まほろはNEMSで出会った仲間たちと共に、一流アイドルを目指して奮闘する日々を送るストーリーを描く。

## あらすじ

### NEMS入学編（1話～10話）
アイドルを目指して富山県から上京してきたまほろは男の身分を隠し神坂ファイナルコレクションの会場毘沙門天を向かっていた。その道中赤井瞳と飛鳥未来と出会い、一足先に会場についていた瀬川瀬奈と出会う。歌のテストが始まった際に遅れてやってきた元ジュニアタレントの渋谷キサラ最初の1番に歌い、その次は瀬奈が歌う前に緊張してしまったのをまほろは瀬奈と瞳と未来と一緒に合格しようとエールを送り、最後に披露したまほろは母の歌を歌いハートのオブジェクトを現出させた。NEMS入学試験の結果は全員合格となった。
入学式当日まほろはNEMSに着いたところ瀬奈と瞳と未来を再会し部屋割の発表されてから入学式に参加し、ジュニアメイツ代表のジェミニ・ハーグリーヴスがNEMSの校歌を歌いだしたところ鍵のオブジェクトアッセンブリーを現れ出てて魅了される。それに対しまほろは入学式の最中に乱入し歌を歌いだして再びハートのオブジェクトが現れ出た。入学式の終りに一足先に部屋に帰ったまほろはシャワーを浴びているのを瀬奈が彼の男の姿を見てしまい通報されるのを、彼の母親である星崎恋のことやISOを使って恋の復活を目的にしているのを瀬奈に教え、彼の正体を黙認し協力し始める。
NEMSの初の授業となるISOの電源の説明をフレッシュメイツ1組の担任佳島藍の指導でNEMSの校歌を全員歌い出し、次々にISOの電源を入れることに成功していたが、ISOの電源が付かずに最後に残ったのはまほろと瞳の2人だけになった。瞳が倒れたのを心配したまほろは校歌と別の歌を歌いIOSの電源に入れることに成功した。しかし、その次は身体検査を全員受診するためにNEMSクリニックに移動したまほろは最後に受診するのをロッカーの中に隠れてやり過ごすはずが藍に見つかり、さらに彼の男の身分を見てバレたのを通報され受診室に連れ込まれた。藍はまほろと恋の関係について問いだし、彼女自身も元アイドルで恋とは同じ事務所で大親友だったと打ち明け、侵入者の男が入り込まれたのを通報を受けたフレッシュメイツ2組担任の織田桜子が現れたのを2人のアドリブで回避し彼の歌声に興味を持ったことで彼の退学を免れた。
IOSを配られた翌日のまほろ以外のフレッシュメイツ達は部屋で寝静まり、まほろは1人でNEMSを散歩していたところアンファン・テリブルのメンバージェミニに加え関マユ美・二矢心・本田巡と出会い巡からからかわれたのをお詫びとしてコンサートのチケットを貰った。まほろは1人でアンファン・テリブルのコンサート見に行き魅了されたのを、瀬奈・瞳・未来に彼らのコンサートについて教えた。

### オブジェクトテスト編（11話～18話）
フレッシュメイツ達の初の課題となるオブジェクトを1個出し同室のペア同士で行うのを藍から発表された。オブジェクトを出させるためにジュニアメイツ達からのサプライズイベントをF1組達はパジャマを着替えて参加した。しかし、そのサプライズイベントはNEMSの教室の廊下で行われる肝試しであり、まほろと組んでいる瀬奈はお化けが大嫌いなのを怯え悲鳴を挙げた瞬間にまほろが被っているカツラを掴んでしまい持っていかれた挙げ句道中に倒れていた。瀬奈は掴んだカツラを途中落としてしまいまほろと暗い中で探してたところ怖い物の耐性がある瞳と未来は脅かす側につきフレッシュメイツ達は大パニックに陥れていたのをジェミニからの放送でオブジェクトの出す基本を教わることで肝試しを終了した。
オブジェクトテストは披露順と成績優秀者にはコンサートの出演権を与えるのを発表、メイツ達の披露順は特にまほろと瀬奈のペアを最後となった。二月窓と四方木早苗以外のペアはオブジェクトを出せて合格していき、F1組最後のまほろと瀬奈の披露で瀬奈のダイヤモンドのオブジェクトとまほろハートのオブジェクトの融合で観客及びフレッシュメイツ達を魅力させた。披露し終わった後のまほろは彼の特徴の問題でハプニングが起きそうになるも、NEMSボックス内の照明を全て落としてまほろと瀬奈を藍の計らいで空いている楽屋に移動する最中彼は転倒し気絶してしまった。まほろが気絶している中F2組のオブジェクトテストが始まりフレッシュメイツ全員の披露を終えた結果発表は、F1組の優秀者はキサラと野々宮美音のペアと寿亜蘭とクレア・ベネットのペアを選ばれた。結果発表を終えてまほろと瀬奈のペアが選ばれなかったのを不満をもたらしたのをF2組の優秀者でキサラと同じ事務所だった森川輝によると、オブジェクトのコントロールしていないと指摘された。楽屋から目を覚ましたまほろと付きっきりの瀬奈は瞳と未来から結果発表を教えてもらい、テストの悔しさを基に次の教訓を生かそうと心得た。

### 渋谷キサラ（オブジェクトアッセンブリーテスト）編（23話～28話）
オブジェクトアッセンブリーを作り出す練習の日々において、F1組達は藍の指導でアッセンブリーの基本構造を上手くいかず失敗する日々を送っていた。後日にキサラが最初に作りだした漆黒のアッセンブリーをまほろは見てしまい藍と相談するとシャドウ・オブジェクトと呼び助ける方法は未知だと聞かされる。藍はキサラに休養を告げるはずが、まほろはキサラを休養しないよう強く反論する。シャドウ・オブジェクトを作り出したキサラを助け出すのと同時にキサラに勝つ信念を抱いたまほろは瀬奈と共にアッセンブリーを作る猛特訓を励んだ。オブジェクトアッセンブリーテストの最初の披露はまほろから始まり、紙飛行機のアッセンブリーをキサラの体にぶつけることで成功しIOS回復させた。まほろの次にキサラは披露する最中に歌をつまづいてしまい、まほろや観客からの激励で完全復活を遂げた。

### 赤井瞳編（32話～36話）
サマーコンサートに励む瞳は故郷の実家の神社が火事に遭ったのをニュースで目にし、瞳のNEMSの脱走と不良たちにからかわているのを目撃したまほろは茂みを抜け出す際にカツラを脱げてしまい、周囲にうろついていたダフ屋からコートを借りて助け出した。その直後に瞳の事情を知ったまほろは彼女と共に同行するが、瞳はまほろの男の姿を知らないのを名前を尋ねるところ「まこと」と名乗る。瞳の実家の神社を訪れた時はボヤ騒ぎ程度の火事と大綱祭りの中止になったと聞かされる。まほろは瞳のために大綱祭りを行うための策を練ており、その最中にまほろは瀬奈に電話で茂みに落としたカツラを拾い瞳の地元に来るようお願いすることになった。大綱祭りの当日になった瞳は一人で実家の神社の舞台を立って歌と踊りを披露し大綱の輪のオブジェクトアッセンブリーを作り出すことに成功させ街中の人たちが神社に集まったのを、屋台の無い大綱祭りとして成功を果たせた。大綱祭りの最中にまほろと瞳は瀬奈と未来を合流を果たし共にNEMSに帰った。

### 飛鳥未来（サマーコンサート）編（39話～45話、46話～48話）
サマーコンサート2日前の出来事はネムズドレスに水玉柄の水着を購入したまほろはNEMSのプールに瀬奈を誘って水着の下着を確認させようとした。しかし、その場所にいた未来と共に女性SP達に捕まってしまい車に乗り込まれるも、女性SPは中学生の時の未来と間違ってしまったと実家前に未来と別れてしまう。その後まほろは未来の姉の飛鳥翼と出会い、飛鳥家の事情を知る。未来の実家の屋敷に忍び込んだまほろは家政婦から服を借りて未来と合流を果たし、ナンシー(象)に乗って飛鳥邸を脱出するはずが、華子はエブリデスモードを発動されてしまい、敷地内の動物たちを混乱してしまい脱出は失敗となる。混乱したナンシーはまほろの声で自我を取り戻すのと同時に投げ出されてしまい水着の下着までも脱がされ敷地内の湖に着地し、湖に入り続けて夜中まで水着の下着を発見し、未来と共に一晩過ごした。未来の新社長就任の挨拶に突如退任宣言した未来は彼女自身の生立ちの歌を歌いだした。披露し終わった未来はまほろと共にナンシーに乗り会場から脱出のサポートしてくれる翼の助けを借りて2度目の脱出に成功した。その頃NEMSはまほろと未来の不在の中サマーコンサートを始まり、時間経過してからキサラが歌い出そうとした瞬間まほろと未来はNEMSに帰ってきた。フレッシュメイツ対抗戦では1組の優勝に終わった。

### 地方ロケ・リレーコンサート編（49話～60話）
夏休みはクレアの国盗り合戦企画により、F1組達は日本中の各地のロケに行くためにくじ引きを行った結果まほろと瀬奈は東京でアイドル活動を行う。その最中まほろと瀬奈はまほろの幼馴染でブラック・ナイトのハルトと再会を果たす。ハルトの芸能活動にとってはお金が全てだと聞いたまほろと瀬奈は怒りを覚えたのをテレビ局で歌バトルを行いハルトに勝利する。その後の夏のアイドルフェスタでは瀬奈が更衣室で盗撮に遭ったのをまほろは犯人を追いかけ捕まえたが結局は瀬奈1人だけのステージとなっていた。瀬奈はまほろが何をしていたのかハルトに問いだし、まほろの事情を聞き帰りの電車の中で彼にお礼を言った。森林地帯での出来事でまほろと瀬奈は霧に包まれ迷い込み崖から落ちてしまい、瀬奈はまほろへの好意を寄せ告白をした。
リレーコンサートの前にまほろは声が嗄れて出なくなってしまい、藍からはお互い好き同士になったのが原因だと聞かされ、恋が芸能界を引退した理由の話と恋が最後に歌った音声のテープを彼に聞かせる。藍からの手紙で恋のオススメスポットの織姫神社の祠だとまほろと瀬奈に教え、まほろは瀬奈の気持ちに答えることで声の調子を戻った。お互いの気持ちを手紙に書いて祠の裏に埋め、夜遅くにNEMSに帰ってからまほろは瀬奈とは別居になり藍の部屋で居候する。リレーコンサートは初めての出会いの場所となった毘沙門天で瀬奈と共にステージに立つ。

## 登場人物

### 主要人物
遥名 まほろ（はるかな まほろ）
富山県出身。メイツナンバー：027-01-010。部屋番号：2108号室。誕生日：6月18日。身長：158センチメートル。体重：49キログラム。スリーサイズ：80-66-81。血液型：AB型。W-TYPE:SU。好きな食べ物はます寿司。
本作の主人公。伝説のアイドル・星崎恋を母親に持つ。他人に影響を与える「不思議な声」の持ち主にして、生まれつき女の声を発している。実は男で、NEMS内ではカツラを付けて女装している。女装していない姿を瞳に見られた際には「まこと」という偽名を用いている。
神坂ファイナルセレクションの歌の審査の時にIOS無しでハートのオブジェクトが出せてしまうほどの実力で合格。入学式にジェミニが校歌を歌い終わった後の乱入で勝手に歌を歌ってしまい、ファイナルセレクションと同様IOS無しでハートのオブジェクトを出したことでNEMS内の注目を浴びる。
歌唱能力はひどく偏っており、母の歌は上手く歌えるが、他の歌手の歌になると一転して音痴になってしまう。
全力で歌うと股間部分が大きくなるという体質の持ち主。なお、歌ったとき以外は大きくならず、どんなに他のメイツの裸や下着を見てしまっても大きくならない。なお性知識はほぼ皆無で、条件付きのEDとも言える。
母の恋を尊敬し恋関連グッズのマニアックである。
IOSを配られてからは体の負担に影響を及ばず、IOS無しの状態でオブジェクト出せるレベル3からレベル1へと逆戻りになってしまい、オブジェクトテスト前日まで悩み苦労していた。
サマーコンサート初日に遅れて帰還を果たした際に複数の紙飛行機のオブジェクトアッセンブリーを作り出せるようになった。
リレーコンサートでは瀬奈と共に東京の毘沙門天でステージに立つ。
秋頃の日本武道館でジェミニのソロコンサートを行う日に瀬奈・瞳・未来の4人で行くも、瀬奈以外の2人に自身の正体を告白することになった。
オブジェクトアッセンブリーテストの結果はオブジェクトの数5100個、作り出したアッセンブリーは紙飛行機の1つ、順位5位。
瀬川 瀬奈（せがわ せな）
東京都出身。メイツナンバー：027-01-007。部屋番号：2108号室。誕生日：10月9日。身長：157センチメートル。体重：42キログラム。スリーサイズ：82-54-85。血液型：B型。W-TYPE:WI。好きな食べ物はショートケーキ。
本作のヒロインの一人。星崎恋のファンになったのがきっかけでアイドルを目指す努力家。昨年の最終試験では不合格であった。
NEMS入学を果たしまほろとルームメイトとなった矢先に彼が男子であることを知るが、彼の素性と夢を聞かされたことからやむなく在学を黙認している。
まほろ同様性に疎く、まほろが大きくしたまま気絶したときには萎める方法がまったくわからなかった。
夏休みの東京のアイドル活動中に森林地帯のロケ地の出来事から、まほろへ好意を寄せ始める。
リレーコンサートではまほろと共に東京の毘沙門天でステージに立つ。
オブジェクトアッセンブリーテストの結果はオブジェクトの数3200個、作り出したアッセンブリー2つ、順位2位。
赤井 瞳（あかい ひとみ）
栃木県出身。メイツナンバー：027-01-001。部屋番号：2107号室。誕生日：2月25日。身長：149センチメートル。体重：46キログラム。スリーサイズ：89-57-86。血液型：O型。W-TYPE:AU。好きな食べ物は巻き寿司。
本作のヒロインの一人。神社の娘で、実家を救うため、占いに従いアイドルを志す。おっとりとした性格で巨乳。
入学早々の初授業となるIOSの電源を入れる説明で課題曲の校歌を歌うが、最後にまほろまでもIOSの電源付かずにいた。途中に倒れてしまい挫けそうになるも、まほろや同じクラスメイト達に励まされ、まほろと共に校歌とは別の歌を歌いIOSの電源入れることに成功した。
リレーコンサートでは未来と共に福岡でステージに立つ。
オブジェクトアッセンブリーテストの結果はランキング外、後の瞳編で大綱の輪のオブジェクトアッセンブリーを作り出したことで屋台の無い大綱祭りとして成功を果たした。
飛鳥 未来（あすか みらい）
神奈川県出身。メイツナンバー：027-01-002。部屋番号：2107号室。誕生日：7月7日。身長：160センチメートル。体重：51キログラム。スリーサイズ：86-58-87。血液型：A型。W-TYPE:SP。好きな食べ物は肉まん&あんまん。
本作のヒロインの一人。天真爛漫な性格で名物の食べ歩きが趣味。陸上部に所属していた。まほろを「まほりん」、瀬奈を「せなっち」、瞳を「ひとみん」とそれぞれ呼ぶ。
後に実家がお金持ちの豪邸で飛鳥建設の社長令嬢であることが判明し、双子の姉に翼がいる。
成績優秀で中学卒業までの髪型はロングヘアだった。自身の未来について思い悩んでたところ海外留学をやめてNEMSの入学を決意し髪型をショートヘアに変える。
リレーコンサートでは瞳と共に福岡でステージに立つ。
オブジェクトアッセンブリーテストの結果はランキング外。後の未来編でオブジェクトアッセブリーは7つの弾丸を作り出した。

### フレッシュメイツ（1年生）

#### 1組
主要人物の4人を含む計16人。さらに主要人物とキサラ以外の11人は2組を含め別々の試験で合格している。
渋谷 キサラ（しぶや キサラ）
神奈川県出身。メイツナンバー：027-01-006。部屋番号：2102号室。誕生日：4月3日。身長：151センチメートル。体重：40キログラム。スリーサイズ：77-55-78。血液型：A型。W-TYPE:SU。好きな食べ物はイチゴのクレープ。
元ジュニアタレントでCD15枚出している。自信家で負けず嫌い。まほろ達と一緒に神坂ファイナルセレクションでの最終試験を合格する。
NEMSで注目されているジェミニを目標にするのと同時に同期のまほろをライバル視する。
オブジェクトアッセンブリーを作り出す練習の日々において、同じ事務所に所属していた森川輝の人気上昇と自身の人気低迷で落ちぶれていくのを思い出してしまい、マイナスの感情を抱きながらオブジェクトアッセンブリーのシャドウ・オブジェクトとして作り出す。シャドウ・オブジェクトの原因で倒れそうになるも、IOSが黒く濁っていくのを気づくことは無く、落ち込む様子になった。オブジェクトアッセンブリーテストの最初にまほろが作り出した紙飛行機のアッセンブリーを体にぶつかることでIOSを回復するが、まほろの次に披露する最中に歌をつまづいてしまう。まほろや観客からの激励で完全復活を遂げた。
リレーコンサートでは美音と共に札幌でステージに立つ。
オブジェクトアッセンブリーテストの結果は出したオブジェクトの数6000個、作り出したアッセンブリーは双翼と尻尾の合計3つ、順位1位。
野々宮 美音（ののみや みね）
宮城県出身。メイツナンバー：027-01-009。部屋番号：2102号室。誕生日：5月22日。身長：155センチメートル。体重：47キログラム。スリーサイズ：84-58-85。血液型：O型。W-TYPE:AU。好きな食べ物はトマトジュース。
クラスで唯一1つ年上。眼鏡をかけている。音楽学校からの編入でピアノには自信がある。夏とは一年違いの誕生日である。
リレーコンサートではキサラと共に札幌でステージに立つ。
寿 亜蘭（ことぶき あらん）
大阪府出身。メイツナンバー：027-01-005。部屋番号：2103号室。誕生日：11月3日。身長：166センチメートル。体重：50キログラム。スリーサイズ：85-58-84。血液型：A型。W-TYPE:WI。好きな食べ物はわらび餅。
劇団ブラックバードに所属していたが自分自身を磨きをかけるためにNEMSに入学。同室のクレアの性格上協調にはやや苦労している。
リレーコンサートではクレアと共に仙台でステージに立つ。
オブジェクトアッセンブリーテストの結果は出したオブジェクトの数2300個、作り出したアッセンブリーは2つ、順位4位。
クレア・ベネット
アメリカ・ノースダゴタ州出身。メイツナンバー：027-01-013。部屋番号：2103号室。誕生日：8月20日。身長：164センチメートル。体重：51キログラム。スリーサイズ：89-60-85。血液型：B型。W-TYPE:SP。好きな食べ物はラーメン。
実力派ネットシンガーとして名を馳せていた。フリーダムな性格。ラーメンが好きでナルトとゆで卵の髪飾りを着けている。
リレーコンサートでは亜蘭と共に仙台でステージに立つ。
オブジェクトアッセンブリーテストの結果は出したオブジェクトの数2700個、作り出したアッセンブリーは2つ、順位3位。
梶川 舞（かじかわ まい）
兵庫県出身。メイツナンバー：027-01-004。部屋番号：2105号室。誕生日：9月14日。身長：157センチメートル。体重：47キログラム。スリーサイズ：83-57-85。血液型：AB型。W-TYPE:AU。好きな食べ物は明石焼き。
花の髪飾りをしている。NEMSにスカウトされて合格し入学。中学では生徒会長を務め、得意ではないが勉強は好き。男子とは1000人付き合っていた経歴あり。
リレーコンサートでは洋子と共に大阪でステージに立つ。
筏 洋子（いかだ ようこ）
埼玉県出身。メイツナンバー：027-01-003。部屋番号：2105号室。誕生日：9月15日。身長：156センチメートル。体重：49キログラム。スリーサイズ：85-58-88。血液型：O型。W-TYPE:SU。好きな食べ物はカツカレー。
特技は料理と子守り。実家は農家で6人姉妹の末妹、5人の姉全員バツイチの子持ちのため生活費を稼ぐためにNEMSに入学。のど自慢大会で優勝した経歴を持つ。口調は「‐だぜ」。
リレーコンサートでは舞と共に大阪でステージに立つ。
月島 神南（つきしま かんな）
岡山県出身。メイツナンバー：027-01-008。部屋番号：2106号室。誕生日：10月28日。身長：161センチメートル。体重：51キログラム。スリーサイズ：85-56-86。血液型：O型。W-TYPE:WI。好きな食べ物はチョコレート。
実家が道場で特技は少林寺拳法（黒帯）。本人曰く少林寺は愛の拳法。父親から心を磨けと言われNEMSに入学。礼儀正しい口調をしている。
リレーコンサートでは夏と共に名古屋でステージに立つ。
日向 夏（ひゅうが なつ）
宮崎県出身。メイツナンバー：027-01-011。部屋番号：2106号室。誕生日：5月22日。身長：153センチメートル。体重：48キログラム。スリーサイズ：82-56-84。血液型：O型。W-TYPE:SP。好きな食べ物は大判焼き。
体育会系女子。特技はダンスと釣り。九州合同テストで合格している(2組を除けば唯一の九州出身者でもある)。ダンスでオブジェクトを出すのを野望としている。
リレーコンサートでは神南と共に名古屋でステージに立つ。
二月 窓（ふたつき まど）
北海道出身。メイツナンバー：027-01-012。部屋番号：2109号室。誕生日：1月30日。身長：約148センチメートル。体重：41キログラム。スリーサイズ：77-52-78。血液型：B型。W-TYPE:AU。好きな食べ物は水。
右目が髪に隠れている。アイドルと歌に無興味にも関わらず、NEMSにスカウトされて合格し入学。NEMS志望動機は特に無い模様。現在、作中歌う場面がないが、本編では47話にて一言だけ喋っている（4巻のプロフィールを除く）。
リレーコンサートでは早苗と共に金沢でステージに立つ。
四方木 早苗（よもぎ さなえ）
青森県出身。メイツナンバー：027-01-014。部屋番号：2109号室。誕生日：11月7日。身長：約152センチメートル。体重：不明。スリーサイズ：不明。血液型：O型。W-TYPE:SP。好きな食べ物はリンゴ。
白色と緑色の左右2色の仮面と茶色のフードマントを着けている。NEMS志望動機、仮面の装着の理由と素顔は不明だが、46話で初台詞及び窓にフードマントを剥がされロングヘアーだと判明。窓と同様、作中歌う場面がない。
リレーコンサートでは窓と共に金沢でステージに立つ。
GARNET‐A / GARNET‐B（ガーネットエー / ガーネットビー）
NEMS LABO出身。部屋番号：不明（誰も解らない）。誕生日：3月31日。身長：約157センチメートル。体重：60キログラム。スリーサイズ：80-60-85。血液型：B型。W-TYPE:不明。好きな食べ物は不明（全て二人とも同じ）。メイツナンバー：027-01-015、027-01-016。
二人ともアンドロイドのような姿をして、ほとんど見分けがつかない程の同じ顔と髪型、左耳にアンテナのような物が付いている。
11話で発声練習している時以外は作中歌う場面と台詞はないが（4巻のプロフィールを除く）、5巻のおまけページでにこらが唯一直接話しかけている。

#### 2組
森川 輝（もりかわ ひかり）
大女優森川麗の娘で2世タレント。母親の言うことは間違いないと信じNEMSに入学。キサラとは事務所の後輩にあたるも、仲が悪くキサラから「母親のロボット」と指摘されているが本人は否定している。
緒方 詩織（おがた しおり）
輝のルームメイト。
霧ヶ峰 ミサ（きりがみね ミサ）
ブルブル振え、怪しいドリンクを飲んでいる。イズミからは「ミサ先生」と呼ばれている。
岬 イズミ（みさき イズミ）
ミサのルームメイト。眼鏡をかけている。

### ジュニアメイツ（2年生）
アンファン・テリブル
NEMSで最も人気のあるユニットとされ、区民曰くシニアメイツを凌ぐコンサートの華やかさで、キサラでも手強いと評している。
ジェミニ・ハーグリーヴス
イギリス・カンタベリー出身。誕生日：5月31日。身長：170センチメートル。体重：51キログラム。スリーサイズ：92-58-88。血液型：AB型。W-TYPE:WI。
原則的にCDを出せるのはシニアメイツからにも関わらず、例外にジュニアになって間もなくもCDを出している天才。オブジェクトの数も約2万以上で前歴代の3倍以上とされ、IOSのレベルは10だと噂されている。秋には日本武道館でソロコンサートを行う予定。
入学式では鍵のオブジェクトアッセンブリーを作り出しているが、後のまほろの乱入でハートのオブジェクトを目にし惚れ込んでいる。
後にフレッシュメイツの注目の的となっていたまほろに興味を抱く。
関 マユ美（せき マユみ）
福岡県出身。誕生日：7月13日。身長：160センチメートル。体重：46キログラム。スリーサイズ：84-57-86。血液型：B型。W-TYPE:AU。
ニックネームは「カンカン」。グールーとはしばしば衝突する。
二矢 心（にや こころ）
東京都出身。誕生日：12月11日。身長：165センチメートル。体重：48キログラム。スリーサイズ：84-58-84。血液型：O型。W-TYPE:SP。
ニックネームは「ダンケ」。一人称は「オレ」。
フレッシュメイツのオブジェクトテストの時は観客席側でジェミニと同行している。
本田 巡（ほんだ めぐる）
千葉県出身。誕生日：11月26日。身長：162センチメートル。体重：48キログラム。スリーサイズ：87-58-86。血液型：O型。W-TYPE:SU。
ニックネームは「グールー」。右手に犬、左手に猿のパペットを着けている。玉型のオブジェクトを基にパペットのイメージとして出せるほどの熟練者。

### NEMS職員
藍曰く、ほとんどの職員が元アイドルであるという。
佳島 藍（かしま あい）
東京都出身。部屋番号：1710号室。誕生日：4月20日。身長：165センチメートル。体重：50キログラム。スリーサイズ：88-58-86。血液型：O型。W-TYPE:WI
NEMSのまほろ達のいるフレッシュメイツ1組の担任教師。NEMSの伝説的トレーナーとされ、NEMS設立からトレーナーとして務めている模様。「鬼ヶ島」と呼ばれ、生徒たちにはクールで厳しく接する。恋のことになると明るくフレンドリーな性格になり、まほろに対してポンコツ気味に変貌する。本心とは裏腹に悩み事やダダ漏れの一面を表す代わりに妖精のような体格と10代の時のアイドル姿の分身として現れる。まほろの母・恋とは同期デビューのアイドルで、同じ事務所所属の大親友であった。
とある事件で生徒のまほろが実は男性だと知ったが、同時に恋の息子であると知ったこともあり、男だとばらさないことを条件にまほろのNEMS入りを認めた。
オブジェクトアッセンブリーテストが終わってからはまほろの義母になることを考え、彼を自身の部屋に連れ込みお願いしようとしたが断られた。
水着選考についてまほろの身を案じていたのをフレッシュメイツ達が投票した結果セパレートの水着と決まってしまい、その機会に家電量販店で高級ミラーレス一眼カメラを購入した。
リレーコンサート前日にまほろと瀬奈が別居してからは自身の部屋にまほろを住まわせている。
織田 桜子（おだ さくらこ）
高知県出身。部屋番号：不明。誕生日：9月10日。身長：166センチメートル。体重：48キログラム。スリーサイズ：83-57-85。血液型：A型。W-TYPE:AU
NEMS第1期生。NEMSのフレッシュメイツ2組の担任教師。NEMS一の男嫌いかつ極度の潔癖症で「潔癖天魔王」の異名をとり、常にガスマスクを着けて、NEMSを徘徊している。男性のまほろにとっては最大の天敵。
立花（たちばな）
NEMSコンシェルジュ。NEMSの神坂の最終試験の時のまほろ達5人をサポートする。1巻から単行本の表紙にも毎回登場している。
遠藤 にこら（えんどう にこら）
NEMS LABO主任。数学担当教師。大きなリボンを着けていて、頭を使うとすぐに鼻血がでるので鼻に洗濯バサミをしている。まほろがIOS無しでオブジェクトを出したのを模索している。
石川 虎白（いしかわ こはく）
NEMS ショップ店長。NEMSの第1期生で桜子の同期。
ウタコ 双葉（ウタコ ふたば）
NEMS学長。土偶のような風貌をしていて、自動式車椅子で移動し、扇子を持ち2色のフレームの丸眼鏡を着けている。星崎恋を忘れられないアイドルとして高く評価している。

### NEMS以外の人物

#### 飛鳥家及び関連者
飛鳥 華子（あすか はなこ）
飛鳥建設社長。未来と翼の母親。未来がNEMSのアイドルになるのを反対している。ウタコとは面識がある。
飛鳥 翼（あすか つばさ）
未来の双子の姉。
中学生に上がってしばらく経ってから極度のプレッシャーを負わされてしまい、母の華子から個人の館を設けてもらい1人で籠り生活していて外に出ることはなかった。
リチャード
飛鳥家に仕える執事。
ナオミ
飛鳥家に仕える部下。
ウホウホ君（ウホウホくん）
飛鳥家敷地に住んでいる翼の猿型ロボット。
ナンシー
飛鳥家敷地に飼われている象。まほろと未来を乗せて敷地内脱出及びNEMSのサマーコンサートの到着に協力する。

### その他の人物
星崎 恋（ほしざき れん）
まほろの母親で別名「宇宙（そら）から落ちてきたアイドル」と言われた伝説のアイドル。まほろ曰く一度もスキャンダルを起こさなかったとされ、ウタコ曰く「類まれの天使の声の持ち主」と評している。まほろが生まれた直後に死去したことが何故か大親友である藍ですら世間的に知られていない。藍曰く、密かにまほろの父と交際し歌音痴になったのがきっかけで世間に知らせないまま結婚したのと同時に芸能界を引退した。
森川 麗（もりかわ れい）
輝の母親で大女優として知れている。弱った相手を徹底的に叩くやり方をとっていて、輝に教わっている。現在作中登場はしていない。
ケンジ
瞳の地元の南町の住んでいる中学生。自称「M・C・K」。瞳の地元や大綱祭りを心地よく思っていなかったが後に考えを改める。ラッパーを目指しているが、瞳や地元の人達からカッパになると間違われている。
あずき
NEMS LABOでIOSが人間以外にオブジェクトが出るかの研究のために飼われている白い犬。そのため、首輪型のIOSを装置している。作者の設定ではフレッシュメイツ1組の16人目とされていた。
ハルト
まほろの幼馴染で男性アイドル「ブラックナイト」のメンバーの1人。まほろと瀬奈が東京でアイドル活動中に度々会う。まほろと同じ学童保育だったが、芸能界に入ってからは出演する際に生の歌声で歌うために料金を払わないと歌わないなど、金銭欲にがめつい性格を持つ。

## 用語
NEMS（ネムズ）
正式名称『National Entertainment & Music School』。
東京の神坂にあり、本作の舞台となる最高峰のアイドル養成学校。全寮制で、男子禁制である。生徒達はメイツと呼ばれる。
1年生はフレッシュメイツ。2年生はジュニアメイツ。3年生はシニアメイツとそれぞれ称される。シニアはCD出せる権利を得られるが現在作中登場していない。
IOS（アイオス）
正式名称『Imaginary Objects Synthesizer』。
人間が活動すると不思議な「場」が周囲に発生するオーラをNEMSは「パーソナルウェイブ」と呼び、歌うことで形をオブジェクトに変換するデバイスを開発した装置。ブレスレットのような形をしている。
IOS装着者の体の負担はかなり大きい。区民専用の負担のない簡単なIOSも存在する。
オブジェクトの基本的な形は『W-TIPE（ウェイブタイプ）』と呼ばれ、以下の春夏秋冬の4種類となっている。
W-TYPE:SP（スプリング）…三角形の四面体。
W-TYPE:SU（サマー）…丸い球形（玉型）。
W-TYPE:AU（オータム）…正方形の六面体（キューブ型）。
W-TYPE:WI（ウィンター）…五角形の十二面体。
上記のオブジェクトの種類以外に通常の形と異なる、SUタイプの遥名まほろが出すハート、WIタイプの佳島藍が出す星、6種類のオブジェクトが確認されている。
IOSの仕組みは7段階までのレベルとして以下のようになっている。
レベル1…IOSの電源を入れる。
レベル2…ウェイブを出す（顔が明るくなる）。
レベル3…オブジェクトを一つ出す。
レベル4…オブジェクトを複数出す。
レベル5…オブジェクトの動きをコントロールする。
レベル6…オブジェクトの大きさをコントロールする。
レベル7…オブジェクト複合体（アッセンブリー）を作る。
区民
NEMSのアイドルファンの通称。

## 書誌情報
- 若木民喜『キング・オブ・アイドル』 小学館〈少年サンデーコミックス〉、全6巻
  1. 2017年9月15日発売[16]、ISBN 978-4-09-127686-5
  2. 2017年11月17日発売[17]、ISBN 978-4-09-127866-1
  3. 2018年2月16日発売[18]、ISBN 978-4-09-128085-5
  4. 2018年5月18日発売[19]、ISBN 978-4-09-128249-1
  5. 2018年8月17日発売[20]、ISBN 978-4-09-128385-6
  6. 2018年10月18日発売[21]、ISBN 978-4-09-128566-9